# Fear X
Fear X és una pel·lícula de thriller psicològic de 2003 dirigida per Nicolas Winding Refn. La primera pel·lícula que es va produir a partir d'un dels guions originals de Hubert Selby Jr., el seu eventual fracàs de taquilla obligaria la companyia cinematogràfica de Refn Jang Go Star a la fallida. La recuperació financera de Refn es va documentar al documental de 2006 The Gambler.

## Argument
El policia del centre comercial Harry Caine investiga de manera obsessiva l'assassinat de la seva dona embarassada, Claire, que va ser assassinada juntament amb un agent de la DEA a la seva feina. Els seus companys de feina el donen suport però expressen la seva preocupació quan es torna agressiu amb els clients. Es manté despert a la nit per visions de la seva dona caminant cap a una casa buida del seu barri. La policia el truca i l'interroga abans de mostrar-li una foto molt borrosa de l'home que diuen que és l'assassí de la seva dona.
Mentre repassa les imatges de seguretat del centre comercial que li va donar el seu company de feina, ell presencia l'assassinat de la seva esposa i es convenç que la casa buida conté respostes. S'hi cola i només troba un parell de caixes de les quals roba un rotllo de pel·lícula. El desenvolupa al centre comercial i estudia les imatges. Es sorprèn en adonar-se que van ser portats en un lloc que va visitar amb Claire anomenat Morristown, Montana. Condueix fins allà i es registra a l'hotel on ell i la Claire es van allotjar, després visita els llocs que va veure a les fotos. Això el porta a un sopar, on pregunta a una cambrera per una de les dones de les imatges, afirmant que tenen un amic en comú. S'enfronta a un agent de policia, que agafa la seva informació i li pregunta per què està intentant trobar la dona.
El policia notifica la presènciade Caine a un company anomenat Peter, i Peter corre a casa per comprovar la seguretat del seu fill. Preocupada pel seu comportament, la seva dona (que resulta ser la dona de la foto) li pregunta què està passant, però ell li diu que en Harry només és algú que va estar involucrat en un cas antic i li demana que se'n vagi el seu fill a visitar la seva germana. Aleshores, convoca els seus caps i els diu que Harry Caine és a la ciutat.
Es revela que Peter forma part d'una organització secreta dins de la força policial que assassina oficials corruptes als Estats Units. Mentre estava en una missió per matar un agent corrupte de la DEA, Peter va disparar accidentalment a Claire. L'ha perseguit des d'aleshores i fa que es trenqui davant dels seus superiors. Li diuen que s'ha de matar en Caine i s'ofereixen a fer-ho per ell. Ell rebutja la seva oferta i diu que ho ha de fer ell mateix. Caine rep una trucada d'en Peter, que diu poder ajudar-lo a trobar la dona de la imatge. En Peter l'atreu a una altra habitació de l'hotel i li pregunta. Tots dos al marge, surten de l'habitació just quan en Harry s'adona que en Peter és l'assassí de la seva dona.
Peter li dispara al costat. Atormentat per la culpa, en Peter dubta abans de tornar a disparar, cosa que li permet córrer cap a l'ascensor, reflectint una visió que va tenir aquell dia. Baixa l'ascensor i té l'oportunitat de baixar a un pis inferior, però en veure la seva pròpia sang, s'enfurisma i torna al pis d'en Peter, sortint de l'ascensor en completa foscor.
Uns centelleigs vermells s'apoderen de la pantalla i en Harry es desperta en un llit d'hospital en una comissaria de policia, confessant l'assassinat d'en Peter. Un dels agents que li pren declaració és cridat a sortir de l'habitació pel policia del sopar, que li diu una cosa que l'espanta visiblement. Torna a l'habitació i informa a en Harry que la policia no va trobar cap cos ni proves de cap mena, després li diu que no pot canviar el que ja ha passat i que ha de centrar-se en el futur. Harry trenca a plorar. El deixen anar i el policia del restaurant el condueix a una cruïlla de camins, proporcionant-li un cotxe nou i tot el seu equipatge. En Harry deixa totes les fotos i pistes sobre l'assassinat de la seva dona al costat de la carretera i se'n va.
Durant els crèdits finals, es mostren diverses perspectives de càmeres de vigilància, que divideixen la pantalla en sis rectangles uniformement col·locats. Durant els crèdits, alguns d'ells canvien de lloc, altres vegades els punts on es mostrava el mirador d'una càmera es mantenen negres. Les vistes de la càmera o del CCTV es mostren en segon pla durant tota la sessió de crèdit final, amb dues perspectives que mostren breument l'escena del crim, tal com va veure Harry durant la pel·lícula. A la darrera instal·lació de la pel·lícula, i amb l'exempció de responsabilitat presentada, només es mostra una perspectiva de càmera a la cantonada superior esquerra de la pantalla. És l'assassinat real de la dona d'en Harry. Llevat que és decisivament diferent de la perspectiva que es mostra a la pel·lícula. Aquí, l'assassinat no passa per casualitat, sinó després d'un moment evident d'avaluació de la situació per part de l'assassí.

## Repartiment
- John Turturro com a Harry
- Deborah Kara Unger com a Kate
- Stephen McIntyre com a Phil
- William Allen Young com a agent Lawrence
- Gene Davis com a Ed (com a Eugene M. Davis)
- Mark Houghton com Diner Cop
- Jacqueline Ramel com a Claire
- James Remar com a Peter
- Amanda Ooms com a prostituta

## Recepció crítica
A Rotten Tomatoes, la pel·lícula té un índex d'aprovació del 58% basat en les crítiques de 36 crítics. El consens del lloc diu: "Tan borrós, inquietant i fugaçment insubstancial com un somni, Fear X perdrà molts espectadors en les seves ambigüitats, però està recolzat en part pel fort treball de John Turturro." A Metacritic, la pel·lícula va obtenir una puntuació de 61 sobre 100, basada en les crítiques de 12 crítics, que indicaven "crítiques generalment favorables."
Tot i que la pel·lícula en si ha rebut crítiques diverses, la majoria elogia l'actuació de John Turturro. LA Weekly diu "Turturro... mai vacil·la en el seu compromís amb un paper que el priva de gairebé totes les seves eines d'actor. (Ell) manté Fear X fascinant." El New York Daily News va dir "El gir subtil de Turturro manté sòlida la nostra connexió emocional" i Compuserve afegeix "Turturro es posa sota la teva pell."

## Final de la pel·lícula
El director Nicolas Winding Refn va comentar el final en diverses entrevistes:
En una entrevista amb BBC:
| « | "La recerca impossible d'Harry planteja preguntes, però tot s'afegeix a la naturalesa el·líptica valenta d'aquesta pel·lícula. Llavors, Refn mai va arribar al fons d'aquestes preguntes en la seva pròpia ment? "No puc respondre-ho", diu sense embuts. "Depèn de com em senti aquell dia. I, per descomptat, això molesta a molta gent perquè no està acostumat a una pel·lícula sense final. Però quina merda és un final, saps?" | » |

En una entrevista amb IndieWire:
| « | "Fear X" parla d'idealistes i quan s'enfronten a la realitat, moltes vegades els seus ideals es posen a prova i es converteixen i ja no són el que pensaven que serien...." "Pots veure-ho de moltes maneres diferents... depèn de la teva pròpia interpretació."' "Com anàvem a acabar amb això, sense regalar res, sense fer-ho massa evident, perquè en el moment que la ment del públic comença a funcionar, estàs en un terreny molt perillós. Perquè si els dius massa, queden decebuts i si no els doneu cap pista, es confonen. Així que és la línia fina de donar a l'audiència quan surt, d'acord, crec que és això o crec que és allò. Mai hem donat més al guió. " | » |

L'actor John Turturro també va comentar el final dins d'una entrevista a Channeal 4: "M'ha agradat perquè la idea de la història tractava d'un home senzill endinsat en aquesta situació aclaparadora i debilitant, i mai descobreix què passa... Nicholas no té totes les respostes al que està intentant fer. Moltes vegades aquests nois, el seu major problema és resoldre el guió, però en Nicholas sembla ser un cineasta a qui li agrada llençar el guió."

## Premis
- 2003 - Sochi International Film Festival - Nominada - Golden Rose
- 2003 - XXXVI Festival Internacional de Cinema Fantàstic de Catalunya - Nominada - Millor pel·lícula
- 2004 - Premis Bodil - Nominat - Millor actor
- 2004 - Fantasporto - Nominada - Millor pel·lícula
- 2004 - Fantasporto - Won - Millor guió

## Producció
La pel·lícula es va rodar en seqüència (ordre cronològic).

### Ubicacions de la pel·lícula
- Polo Park, Winnipeg, Manitoba, Canadà
- Winnipeg, Manitoba, Canadà